# Rozmowy z Bogiem (Walsch)
Rozmowy z Bogiem (tytuł oryginału Conversations with God) – trylogia książkowa Neale'a Walscha. Według Walscha jej współautorem jest Bóg. To obszerne dzieło filozoficzno-poznawcze porusza takie zagadnienia, jak istota Boga, etyka, metafizyka, czy natura rzeczywistości, i opisuje je w formie rozmowy autora z Bogiem.
Fundamentalne zasady przedstawianego systemu wierzeń (w nawiasie myśliciele o podobnych poglądach):
- Bóg jest wszystkim – panenteizm (Spinoza).
- Bóg tworzy własne doświadczenie (celem Wszechświata jest doświadczanie samego siebie) (Hegel).
- Dobro i zło obiektywnie nie istnieją (ale w innym znaczeniu niż u Nietzschego).
- Rzeczywistość jest tworzona przez wolę (Schopenhauer, Thelema, wiele współczesnych postaci New Age, osobna książka poświęcona temu zagadnieniu to Sekret).
- Nikt świadomie nie pragnie być zły (Sokrates).
- W Bożej naturze nie leży osądzanie lub karanie ludzi, dlatego nie ma piekła.
- Człowiek składa się z umysłu, ciała i duszy [czasami też występuje podział na podświadomość, świadomość i nadświadomość] (wielu filozofów, postaci New Age, większość filozofii Wschodu, w pewnej przenośni także chrześcijaństwo [Ojciec, Syn i Duch Święty]).
- Bóg jest kreatywną, samoświadomą jaźnią [człowiek jest stworzony na jego podobieństwo].

Według Walscha Bóg uważa, że powinniśmy przeprowadzić określone reformy ekonomiczne i społeczne mające prowadzić do bardziej pokojowego świata, i sądzi także, że zbyt mało dbamy o przyrodę. W książce można przeczytać także, iż istnieje reinkarnacja oraz życie na innych planetach.